# Darahe
Darahe ist ein osttimoresisches Dorf im Suco Lequitura (Verwaltungsamt Aileu, Gemeinde Aileu).

## Geographie und Einrichtungen
Darahe liegt im Süden der Aldeia Rairema, am Ende einer Abzweigung der Überlandstraße von Aileu nach Maubisse, auf einer Meereshöhe zwischen 1000 m und 1500 m. Weiter südlich befinden sich die Weiler Erhil, Nimtael und Mauhae. Östlich des Dorfes fließt der  Oharlefa, ein Nebenfluss des Nördlichen Laclós.
Das Dorf bildet keine geschlossene Siedlung, die Gebäude stehen locker verteilt im großen Abstand zueinander. Dazwischen liegen Gärten und Felder. Im Nordosten Darahes befindet sich die Grundschule des Ortes.